# La mansió dels Fury
La mansió dels Fury (títol original en anglès: Blanche Fury) és una pel·lícula britànica dirigida per Marc Allégret el 1947, estrenada el 1948. Ha estat doblada al català.

## Argument
Adaptació del llibre Blanche Fury de Joseph Shearing que relata una història d'estil victorià amb passions oblidades, secrets de família i assassinats. Un metge rural es dirigeix cap a Clare Hall, una gran mansió anglesa. La seva propietària Blance Fury (Valerie Hobson) es troba greument malalta. El metge li administra un anestèsic i, en el trànsit, Blanche recorda el seu passat, quan utilitza el seu veritable cognom, Fuller, i era una jove sense recursos. Tot va canviar el dia que va rebre una carta del seu oncle Simon Fury (Walter Fitzgerald), oferint-li feina com a governanta a l'enorme mansió. Una vegada allà coneixerà el seu cosí Lawrence (Michael Gough) amb qui accepta contreure matrimoni malgrat estar profundament enamorada de Philip Thorn (Stewart Granger), el fill il·legítim dels anteriors amos de la mansió. Però el dia de l'enllaç nupcial té lloc una gran tragèdia...

## Repartiment
- Valerie Hobson: Blanche Fury
- Stewart Granger: Philip Thorn
- Michael Gough: Laurence Fury
- Walter Fitzgerald: Simon Fury
- Susanne Gibbs: Lavinia
- Maurice Denham: El major Fraser
- Sybille Binder: Louisa
- Ernest Jay: Calamy
- Towsend Whitling: Bank
- J.H. Roberts: El Doctor
- Allan Jeayes: Mr Weatherby
- Edward Lexy: El coronel Jenkins
- Arthur Wontner: Lord Rudford
- Amy Veness: Mrs Winterbourne
- Cherry London: Molly
- George Woodbridge: Aimes
- Lionel Grose: Jordon
- Brian Herbert: Elliot
- Margareth Withers: Mrs Hawkes

## Al voltant de la pel·lícula
| « | Primer pel·lícula en color de Marc Allégret, La mansió dels Fury sorprèn en l'obra del cineasta. És sorprenent que la professió cinematogràfica britànica, habitualment tan exigent sobre les qüestions sindicals i nacionals, hagi acceptat que aquesta pel·lícula de prestigi sigui dirigida per un estranger, tot i que el nom d'Allégret era reconegut a Anglaterra. Beneficiant-se dels tons magnífics del Tecnicolor, La mansió dels Fury és un torbador melodrama que evoca alhora Rebecca i L'Amant de lady Chatterley. Davant de Valerie Hobson, reservada i descoberta per l'univers que l'envolta, Stewart Granger personifica amb un encant inquietant aquest fill natural que pateix veient els altres atribuir-se béns que pensa que són seus. | » |

## Premis i nominacions

### Premis
- 1948: Premi a la millor fotografia al festival internacional de cinema de Locarno